# Daniel Tynell
Per Daniel Tynell, född 6 januari 1976 i Grycksbo i Dalarnas län (dåvarande Kopparbergs län), är en svensk före detta långloppsåkare med tre segrar i Vasaloppet (2002, 2006 och 2009) och två segrar i König-Ludwig-Lauf. Hans seger i Vasaloppet 2006 innebar även hans första och hittills enda världscupseger i längdskidåkning. Den 5 mars 2015 meddelade han att han avslutar längdskidåkningskarriären på grund av hjärtproblem.

## Data
- Moderklubb: Grycksbo IF
- Klubbar: Falu IK, Svenska Skidspelens SK, Falun-Borlänge SK, Grycksbo IF

## Meriter
- 2001 - 2:a SvM
- 2001 - 15:e SM 50 kilometer
- 2001 - 3:a Vasaloppet
- 2002 - 1:a Vasaloppet
- 2005 - 1:a Maserloppet
- 2006 - 10:a Marcialonga
- 2006 - 4:a König-Ludwig-Lauf
- 2006 - 6:a Transjurassienne
- 2006 - 1:a Vasaloppet
- 2006 - 2:a Birkebeinerrennet
- 2006 - 7:a FIS Marathon Cup 2005/2006
- 2006 - 5:a SM 15 kilometer
- 2007 - 6:a Marcialonga
- 2007 - 1:a König-Ludwig-Lauf
- 2007 - 3:a Tartu Maraton
- 2007 - 5:a FIS Marathon Cup 2006/2007
- 2008 - 1:a König-Ludwig-Lauf
- 2009 - 3:a Marcialonga
- 2009 - 1:a Vasaloppet
- 2010 - 2:a Vasaloppet
- 2010 - 2:a Engadin Skimarathon
- 2012 - 2:a Vasaloppet
- 2013 - 2:a Vasaloppet